# Kamaraszínház (Erdély)
Kamaraszínház a 19. század utolsó évtizedeiben kialakult színháztípus kevés nézőt befogadó teremmel és leszűkített játékterű színpaddal, amely kis létszámú szereplőgárdát foglalkoztat s intim hatású színművek előadására alkalmas.

## Kamaraszínházak Kolozsvárt
A romániai magyar szellemi életben a modern művészetek elterjesztésének szándéka ösztönözte a kamaraszínházi törekvéseket. A Korunkban körvonalazódó politikai színházeszmény jegyében Kolozsvárt 1926-ban Studió néven kamaraegyüttes alakult: 24 ismert művész és író alapította. A csoport szándékát így fogalmazták meg: "Kísérleti színpadot akar azon kevés író számára, akiket speciális erdélyi viszonyaink nem tudnak vagy nem akarnak megszólaltatni (Ernst Toller, Walter Hasenclever, Carl Sternheim, Kaiser). Kutat olyan erdélyi drámák után, amelyek céljainak megfelelnek."
A társaság kísérleti színpada nem volt hosszú életű, erejéből csupán egy Dienes László bevezette művészmatinéra futotta, s a kísérlet utóhatása volt Becsky Andor Gyémántrabszolgák c. kétfelvonásos dramatizált kórusának bemutatója.
A háború után már 1946-ban kaput nyitott Kolozsvárt a Kamaraszínház, magas irodalmi értékű darabok számára szerezve közönséget; a Szentimrei Jenő igazgatása alatt működő Kolozsvári Állami Magyar Színház segítségével létrehozott intézmény előbb Romain Rolland, Luigi Pirandello, Sommerset Maugham (A szent láng) bemutatásával kísérletezett a Farkas utcai Római Katolikus Gimnázium dísztermében, majd 1947 őszén Priestley-darabot (Váratlan vendég) adott elő a Zeneművészeti Főiskola akkor még Monostori úti nagytermében. Felvetődött egy "kamaraopera" terve is. E kezdeményezéseket a színtársulat a Vidám színpad (1954–58) felállításával folytatta.
Jelentős a kolozsvári bábszínház kamaraszínpadi előadás-sorozata, melynek kezdeményezője és létrehozója Kovács Ildikó, a Bábszínház rendezője. Az élő- és a bábjáték keverékével sajátos játékstílust hozott létre, amely a szövegekből új létdimenziókat csiholt ki. Emlékezetes előadása magyar nyelven Shakespeare Szentivánéji álom és Csokonai Vitéz Mihály Özvegy Karnyóné, román nyelven Jarry Übü király c. színjátékának bemutatása.
Több évadon át kamaraszínház jelleggel Senkálszky Endre rendezett a kolozsvári Állami Magyar Színház művészeivel oratorikus görög drámaciklust; Aiszkhülosz és Szophoklész szövegeit adták elő a Zeneművészeti Főiskola termében s a Művészeti Múzeum udvarán felállított szabadtéri színpadon.
Kamaraszínház-jellegű a műsorpolitikájában ifjúsági neoavantgárd törekvéseket szolgáló Stúdió '51 és Ifjúmunkás Zsebszínház Kolozsvárt.

## Kamaraszínházak Nagyváradon, Szatmáron, Marosvásárhelyen
A romániai magyar dráma és színjátszás új, fellendülő korszakában a kísérletezés kényszere hívott életre időszakosan működő újabb kamaraszínpadokat is az 1960-as években. Nagyváradon 1969-ben kezdte működését a Stúdió-99 elnevezésű kísérleti színpad; emlékezetes előadása volt Páskándi Géza első, hivatásos színészek által színre vitt abszurdoidja, A bosszúálló kapus.
Ugyancsak 1969-ben nyitotta meg kapuit Szatmáron az Irodalmi Szalon. Később ezek tevékenysége irodalmi műsorok bemutatására összpontosult.
A Marosvásárhelyi Nemzeti Színház Magyar Tagozata megnyitása óta állandó kamaraszínház működik az épület kistermében.